# Orașe și ani (film din 1973)
Orașe și ani (în rusă Города и годы, transliterat: Goroda i godî) este un film sovietic din 1973, regizat de Aleksandr Zarhi. El a ecranizat romanul omonim al lui Konstantin Fedin, apărut în 1924, fiind cea de-a doua ecranizare a cărții. O primă ecranizare a fost realizată în 1930, la șase ani de la apariția cărții.
Filmul, a cărui acțiune are loc în Germania și în Rusia, prezintă încercările prin care trece tânărul scriitor rus Andrei Starțov (interpretat de actorul Igor Starîghin) în timpul Primului Război Mondial, al Revoluției Ruse și al Războiului Civil Rus și eforturile sale pentru a-și găsi locul în noua societate sovietică instaurată în Rusia. Personajul principal al filmului, Andrei Starțov, este un tânăr intelectual umanist, tulburat de propriile sale trăiri contradictorii, care-și caută sensul vieții într-o lume zdruncinată de război și aflată în plin proces de schimbare.
Filmările au avut loc în Uniunea Sovietică și Republica Democrată Germană și au fost realizate în coproducție de studiourile cinematografice Mosfilm (URSS) și DEFA Berlin (RDG), cu participarea unei distribuții internaționale sovieto-est-germane. Rolurile principale sunt interpretate de Igor Starîghin (Andrei Starțov), Barbara Brylska (Marie Urbach), Irina Pecernikova (Rita Starțova), Winfried Glatzeder (Kurt Wann) și Friedrich Wilhelm Junge (margraful von zur Mühlen-Schönau).

## Rezumat
Tânărul scriitor rus Andrei Starțov vine la studii în Germania în perioada premergătoare Primului Război Mondial, la fel ca mulți intelectuali ruși din vremea Rusiei țariste. Se împrietenește acolo cu pictorul german Kurt Wann, un tip energic și activ ce împărtășea aceleași valori cu el. În aceeași perioadă o cunoaște pe nemțoaica Marie Urbach, o fată rebelă provenită dintr-o familie înstărită, căreia îi predă lecții de limba rusă. Primul Război Mondial întrerupe această viață tihnită și plină de iluzii romantice și-i dezvăluie studentului rus o lume dominată de militarism și agresivitate. Vrând să se elibereze de constrângerile traiului burghez, Wann se înrolează voluntar în Armata Germană, iar prietenia celor doi tineri se destramă.
Izbucnirea Războiului îl împiedică pe Starțov să se întoarcă în patria sa, iar autoritățile germane îl rețin ca prizonier civil în orașul saxon Bischoffsberg de la granița cu Boemia. În același timp, Marie Urbach se îndrăgostește de tânărul rus și rupe logodna cu margraful von zur Mühlen-Schönau. Singurătatea și condiția de prizonier îl afectează pe Starțov, care, în ciuda dragostei, se simte tot mai străin într-o țară ostilă. Încearcă să treacă fraudulos linia frontului, dar este prins chiar de margraful von zur Mühlen-Schönau, care îi cruță viața și îi eliberează un document de intrare în oraș.
Aflând despre izbucnirea Revoluției în Rusia și încheierea păcii, Starțov decide să se întoarcă în patria sa și ajunge în micul oraș Semidol din Siberia, unde devine redactorul unui ziar regional și visează să pună în scenă un spectacol grandios pentru mii de spectatori la Petrograd. El cunoaște acolo o femeie pe nume Rita, cu care are o scurtă relație amoroasă. Între timp, militarii contrarevoluționari se apropie tot mai mult, iar prizonierii de război germani, printre care se află și Kurt Wann, se alătură revoluționarilor bolșevici pentru a apăra orașul.
În toamna anului 1919 Andrei Starțov sosește în orașul Petrograd, fiind mobilizat în armată. Odată ajuns la unitatea militară, află că nu va fi trimis pe front așa cum își dorea, ci este repartizat într-un post de funcționar la statul major al unității. I se alătură curând Rita, care rămăsese însărcinată. Margraful von zur Mühlen-Schönau, care fusese luat prizonier în Rusia, evadase dintr-un lagăr și era urmărit pentru săvârșirea unor crime de război împotriva bolșevicilor, îl contactează într-o zi pe Starțov și îi cere ajutorul pentru a se putea întoarce în Germania. Starțov apelează la vechiul său prieten, Kurt, și obține acte de repatriere pentru margraf.
Timpul trece, iar evenimentele se precipită. Margraful ajunge în Germania și duce Mariei Urbach o scrisoare pe care Starțov i-o încredințase mai demult. Marie Urbach hotărăște să meargă în Rusia pentru a-și regăsi iubitul și, ca urmare a faptului că granițele erau închise, se căsătorește cu prizonierul rus Feodor Lependin. După multe încercări, ea reușește să-i dea de urmă, dar află că Starțov se căsătorise anterior cu Rita. În același timp, Kurt Wann se întoarce în Germania, participă la Revoluția Germană și moare împușcat de un detașament aflat sub comanda margrafului von zur Mühlen-Schönau. Filmul se încheie pe fundalul unui spectacol artistic de mare amploare, organizat de Starțov la Petrograd pentru sărbătorirea victoriei Revoluției, cu citirea a două scrisori adresate personajului principal: una scrisă de Kurt înainte de a fi împușcat și alta de Rita, care-i comunică hotărârea sa de a-l părăsi pentru a-l lăsa să-și reia relația cu Marie Urbach.

## Distribuție
- Igor Starîghin — Andrei Starțov, poet și scriitor rus, student într-un oraș german[5][15][16]
- Barbara Brylska — Marie Urbach, fiica unui moșier saxon, iubita nemțoaică a lui Andrei[5][15][16]
- Irina Pecernikova — Rita Starțova, secretara comitetului executiv de partid din Semidol, soția lui Andrei[5][15][16][17]
- Winfried Glatzeder — Kurt Wann, pictor german, prietenul lui Starțov[5][15][16]
- Friedrich Wilhelm Junge — margraful von zur Mühlen-Schönau, locotenent în Armata Germană, protectorul artistic al lui Wann[5][15][16]
- Helga Göring — doamna Müller, proprietara pensiunii[5][15][16]
- Nikolai Grinko — Feodor Lependin, soldat rus invalid originar din Semidol, prizonier într-un lagăr din Germania[5][15][16]
- Leonid Kulaghin — Platonov, filozof rus expatriat în Germania, prieten comun al lui Starțov și Wann[5][15][16]
- Serghei Маrtinson — dl Percy, clovn muzical belgian[5][15][16]
- Gheorghi Burkov — paznicul din Semidol[5][15][16]
- Vladimir Balon[5][16]
- Erwin Knausmüller — subofițer german aflat sub comanda margrafului[5][16]
- Feliksas Einas — subofițerul german care-i servește margrafului ca translator de limba rusă[5][16]
- Vilnis Beķeris — ofițer german (menționat V. Bekkeris)[5][16]
- Mihail Eremeev — Semion Golosov, președintele comitetului executiv de partid din Semidol[5][16]
- Gerd Michael Henneberg — guvernatorul militar al regiunii germane de graniță[5][16]
- Nikolai Gorlov — membru al Comitetului Revoluționar[5][16]
- Vladimir Kacean — membru al Comitetului Revoluționar[5][16]
- Anatoli Cebotarev — membru al Comitetului Revoluționar[5][16]
- Klaus Grau[5]
- Vladimir Nosik — Albert, fiul doamnei Müller, prieten al lui Starțov[16]
- Viktor Iakovlev — membru al Comitetului Revoluționar[5][16]
- Andrei Domarev — meșterul Meyer, maistru german pacifist[5][16]
- Pauli Rinne — Pokisen, membru al Comitetului Revoluționar[5][16]
- Elena Bolskaia — dama (nemenționată)[16]
- Vitali Leonov — membru al Comitetului Revoluționar (nemenționat)[16]
- Evgheni Markov — căpitanul german Dietrich, cazat în pensiunea doamnei Müller (nemenționat)[16]

## Producție

### Scenariu

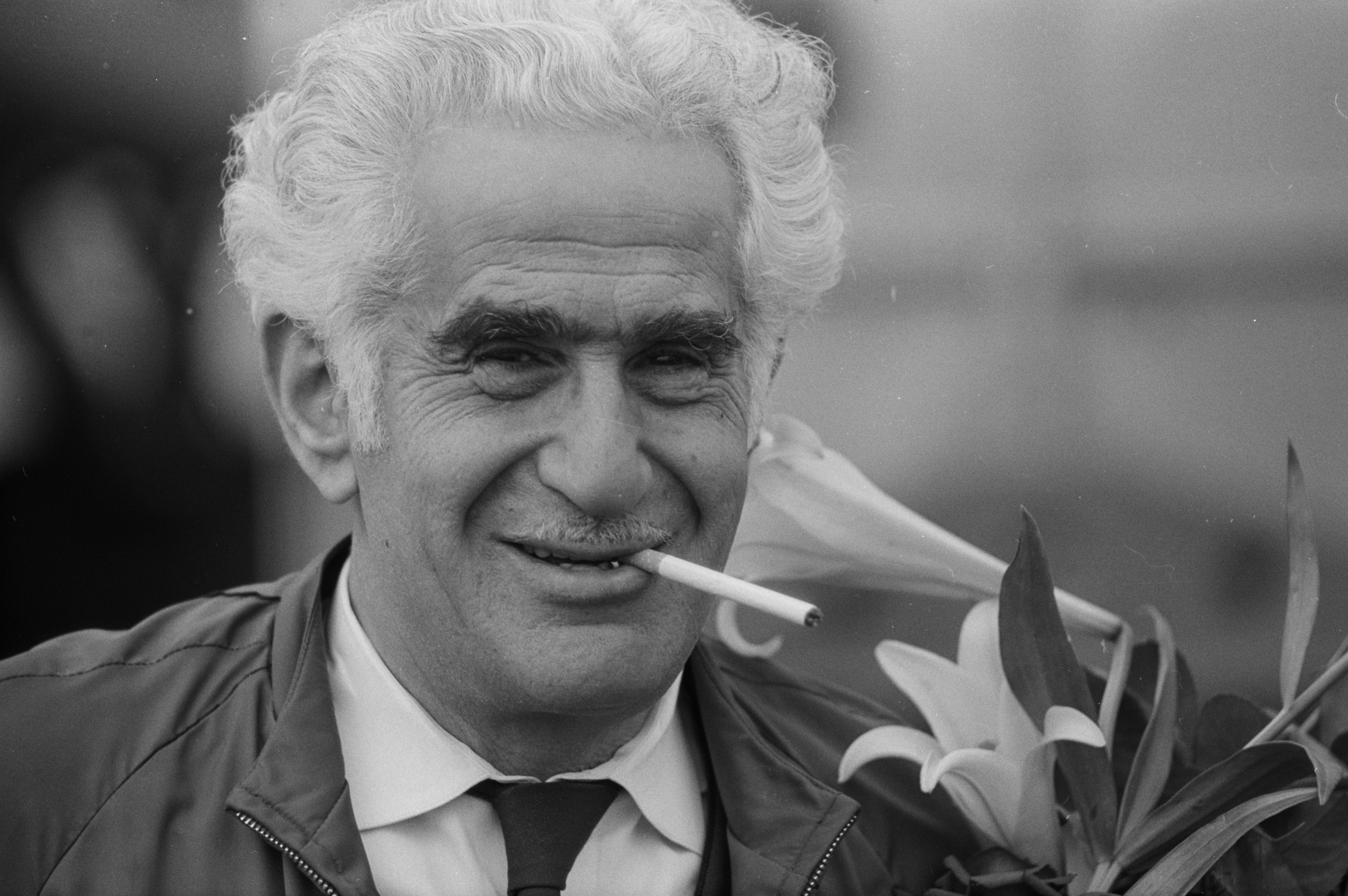
Cineastul rus Aleksandr Zarhi, regizorul acestei ecranizări, în 1968

Romanul Orașe și ani al scriitorului rus Konstantin Fedin, care evocă perioada Revoluției Bolșevice din 1917 și prezintă oscilarea sufletească a unui tânăr intelectual rus aflat la studii în Germania între dorința sinceră de a se alătura Revoluției și dragostea sa pentru nemțoaica Marie Urbach, a fost scris în perioada mai 1922 – septembrie 1924, după cum menționează însuși autorul la sfârșitul scrierii. Odată finalizat, Orașe și ani a fost publicat în volum în anul 1924 de către editura Gosudarstvennoe Izdatelstvo din Leningrad. Succesul editorial al cărții a fost unul deosebit de mare, iar Orașe și ani a fost reeditat de mai multe ori în anii următori, având parte de un mare succes critic și comercial în Uniunea Sovietică. Cartea a fost tipărită în milioane de exemplare și a fost tradusă în mai multe limbi străine. Interesul stârnit de roman s-a datorat noutăților structurale și stilistice, precum și prezenței temei „omului de prisos”. Criticii proletcultiști au lăudat spiritul novator al romanului și prezența unor personaje pozitive realiste ca Feodor Lependin, moș Kisel și flăcăul anonim cu șapcă, dar unii dintre ei (precum Vera Smirnova) au considerat că autorul a evaluat eronat, din cauza prejudecăților burgheze, puterea țărănimii de a se opune culacilor. Scriitorul sovietic Maxim Gorki a apreciat mult romanul, dar i-a reproșat autorului că a introdus prea multe digresiuni ironice și lirice: „Pe dumneata ca artist te împiedică, după părerea mea, digresiunile cu caracter ironic; eu nu le tăgăduiesc valoarea, dar sunt împotriva exceselor”.
Prima ecranizare a romanului Orașe și ani a fost realizată în 1930, la șase ani de la apariția cărții, de cineastul Evgheni Cerveakov după un scenariu scris de Natan Zarhi și Evgheni Cerveakov. Studioul sovietic „Soiuzkino” din Leningrad (cunoscut ulterior ca „Lenfilm”), care a produs acest film alb-negru și mut, a reunit aici un colectiv de artiști ruși valoroși și a asigurat, de asemenea, participarea unor artiști străini. Rolurile principale au fost interpretate de actorii Ivan Ciuvelev (pictorul Andrei Starțov), Bernhard Goetzke (maiorul von Schönau), Ghennadi Miciurin (inginerul Kurt Wann) și Sofia Magarill (Marie Urbach). Primirea critică a filmului a fost dezaprobatoare, ca urmare a faptului că personajul principal apărea ca un artist „fără voință” diferit de prototipul tipic al eroului sovietic.
Ideea realizării unei noi ecranizări a romanului lui Fedin i-a aparținut cineastului rus Aleksandr Zarhi (1908–1997), dar acest proiect a fost amânat o lungă perioadă. Motivul principal al amânării acestei ecranizări a fost densitatea epică a romanului de inspirație, care a impus o selecție a materialului literar. Zarhi a scris ulterior un scenariu, în colaborare cu Vladimir Valuțki (1936–2015) pe baza romanului Orașe și ani și a altor lucrări ale scriitorului rus Konstantin Fedin. Romanul, care este o evocare epică amplă a perioadei Primului Război Mondial, conține scene antebelice desfășurate în Imperiul German (orașul fictiv Bischoffsberg), lupte pe frontul Primului Război Mondial și scene revoluționare desfășurate în Rusia (Moscova, regiunea Siberia și Petrograd). Fedin își schimbase ulterior perspectiva cu privire la evenimentele relatate și mărturisise în anul 1951 că „dacă nu ar fi scris «Orașe și ani» cu treizeci de ani în urmă, ci astăzi, ar fi văzut cu totul altfel lucrurile”. Încurajați de această mărturisire, cei doi scenariști au operat unele modificări ale întâmplărilor și destinelor personajelor, determinându-i pe unii critici să afirme că „inspirîndu-se din roman și rămînîndu-i credincios în anumite privințe, filmul se îndepărtează totuși de carte, constituindu-se, pînă la urmă, ca o variație a operei literare universal cunoscute”.

### Filmări
Filmul a fost realizat în coproducție de studiourile cinematografice Mosfilm (URSS) și DEFA Berlin (RDG) și a fost regizat de cineastul rus Aleksandr Zarhi. Producția a fost coordonată de directorul Vladimir Komarovski și de redactorul L. Țițina. Realizatorii filmului au colaborat cu trei consultanți: generalul de armată Aleksandr Lucinski, profesorul de istorie D. Melnikov (Daniil Efimovici Melamid), specialist în istoria Germaniei Naziste, și generalul-maior Aleksandr Juk.
Fiind vorba de o coproducție a două țări, rolurile principale și secundare au fost atribuite unui colectiv internațional format din actori sovietici – rușii Igor Starîghin (Andrei Starțov), Irina Pecernikova (Rita Starțova), Leonid Kulaghin (Platonov) și Serghei Маrtinson (dl Percy), ucraineanul Nikolai Grinko (Feodor Lependin), lituanianul Feliksas Einas, letonul Vilnis Beķeris, austriacul expatriat Erwin Knausmüller (militari germani) și finlandezul expatriat Pauli Rinne (Pokisen) –, germani – Winfried Glatzeder (Kurt Wann), Friedrich Wilhelm Junge (margraful von zur Mühlen-Schönau), Helga Göring (doamna Müller) și Gerd Michael Henneberg (militar german) – și polonezi – Barbara Brylska (Marie Urbach) –.
Filmările au început în cursul anului 1972 și s-au încheiat în anul 1973, sub coordonarea directorului de imagine Aleksandr Kneajinski. Scenele filmului a căror acțiune se petrece în Rusia au fost filmate la Leningrad (azi Sankt Petersburg), iar toate scenele cu acțiunea în Germania au fost filmate la Weimar și Erfurt, cu sprijinul producătorilor de film de la DEFA Berlin. În timpul filmărilor actrița poloneză Barbara Brylska a aflat că este însărcinată în luna a cincea. Ea l-a anunțat pe regizor, care, potrivit actriței, „aproape că a înnebunit”, înțelegând că realizarea filmului este pusă în pericol. Scenele în care apărea Brylska au trebuit filmate ca prim-planuri pentru ca publicul să nu-i observe sarcina. Actrița a născut la 26 februarie 1973 o fată care a primit numele Barbara.
Decorurile au fost proiectate de scenograful David Vinițki, iar costumele au fost confecționate de designera N. Firsova. Sunetul a fost înregistrat de inginerul Grigori Korenblium, iar muzica a fost compusă de compozitorul sovietic de origine germano-evreiască Alfred Schnittke (în rusă Альфред Шнитке, transliterat: Alfred Șnitke), pe baza versurilor scrise de M. Grigoriev, și a fost interpretată de o orchestră dirijată de Mark Ermler. Redactorul muzical al filmului a fost Arseni Lapisov. Producția cinematografică este împărțită în două părți inegale (de 71 și, respectiv, 62 de minute) și a fost filmată pe peliculă lată. Montajul filmului a fost realizat de Nina Vasilieva. Lungimea peliculei este de 3.634 de metri.

## Recepție

### Lansare
Premiera filmului a avut loc la 10 iulie 1973, în seara inaugurală a celui de-al VIII-lea festival internațional de film de la Moscova, după vizionarea documentarului sovietic În numele păcii pe Pământ, care prezenta vizita recentă⁠(d) a liderului comunist Leonid Brejnev în Statele Unite ale Americii. Ambele filme sovietice au fost difuzate în afara concursului în sala mare a Palatului Congreselor din Moscova⁠(d). Ecranizarea Orașe și ani a fost lansată oficial la 14 ianuarie 1974 în Uniunea Sovietică și a avut parte de succes comercial, fiind vizionată de 8,8 milioane de spectatori. Ea a fost distribuită apoi și în alte țări precum Republica Democrată Germană (18 februarie 1977) și Republica Populară Ungară (13 aprilie 1978).

### Aprecieri critice
Filmul a fost descris de critici ca o reconstituire cinematografică monumentală a frescei politice și umane prezentate în romanul lui Fedin, surprinzând perioada zbuciumată a Revoluției Bolșevice din Rusia și proiectând, în opinia unor critici, povestea de dragoste dintre intelectualul rus Andrei Starțov și nemțoaica Marie Urbach „pe fundalul crucialelor evenimente care au schimbat cursul istoriei contemporane”.
Cineastul Zarhi a urmărit, potrivit criticului rus M. Semionov, să realizeze o frescă modernă a Revoluției din Octombrie pentru spectatorii care nu au trăit acele evenimente și să prezinte contextul istoric care a condus la expansiunea ulterioară a militarismului german, abordând romanul lui Fedin prin prisma experienței istorice sovietice și germane din ultimele decenii. Un rol important l-au avut în acest sens „autenticitatea și naturalețea locurilor în care s-au desfășurat filmările”, care i-au ajutat pe realizatori „să păstreze pe ecran structura figurativă a romanului, tonul lui și atmosfera acțiunii” și, de asemenea, să arate într-o perioadă în care ecourile celui de-al Doilea Război Mondial erau încă vii că Germania nu este doar statul care a declanșat conflagrația mondială, ci și locul de origine al unei culturi umaniste uriașe. Cristalizarea poziției politice a intelectualului rus Andrei Starțov are loc, potrivit criticului, în contextul Primului Război Mondial și al Revoluției și îl determină, după o chibzuință profundă, să lupte pentru victoria forțelor comuniste. Filmul prezintă „calea artistului către Revoluție, drumul său de la îndoială la adevăr”, combinând în acest scop atmosfera entuziastă a evenimentelor revoluționare cu o analiză psihologică complexă a sufletului uman. Este evidențiată în același timp semnificația internațională a Revoluției din Octombrie, precum și frăția revoluționarilor ruși și germani în contextul evenimentelor revoluționare.
Într-o cronică publicată în revista Cinema, criticul român Mircea Alexandrescu a afirmat că ecranizarea lui Zarhi este „unul din marile filme sovietice ale anului 1974” și un „eveniment cinematografic al anului 1974, al celor două cinematografii”. Profesorul german Peter Rollberg (care predă cursuri de cultură, literatură și cinematografie rusă la Universitatea George Washington) considera acest film ca fiind „un efort conștiincios, dar lipsit de inspirație”. Enciclopedia cinematografică germană Lexikon des internationalen Films descrie sec acest film: „Soarta unui artist și scriitor pe drumul său contradictoriu către Revoluție”.

## Locuri de filmare

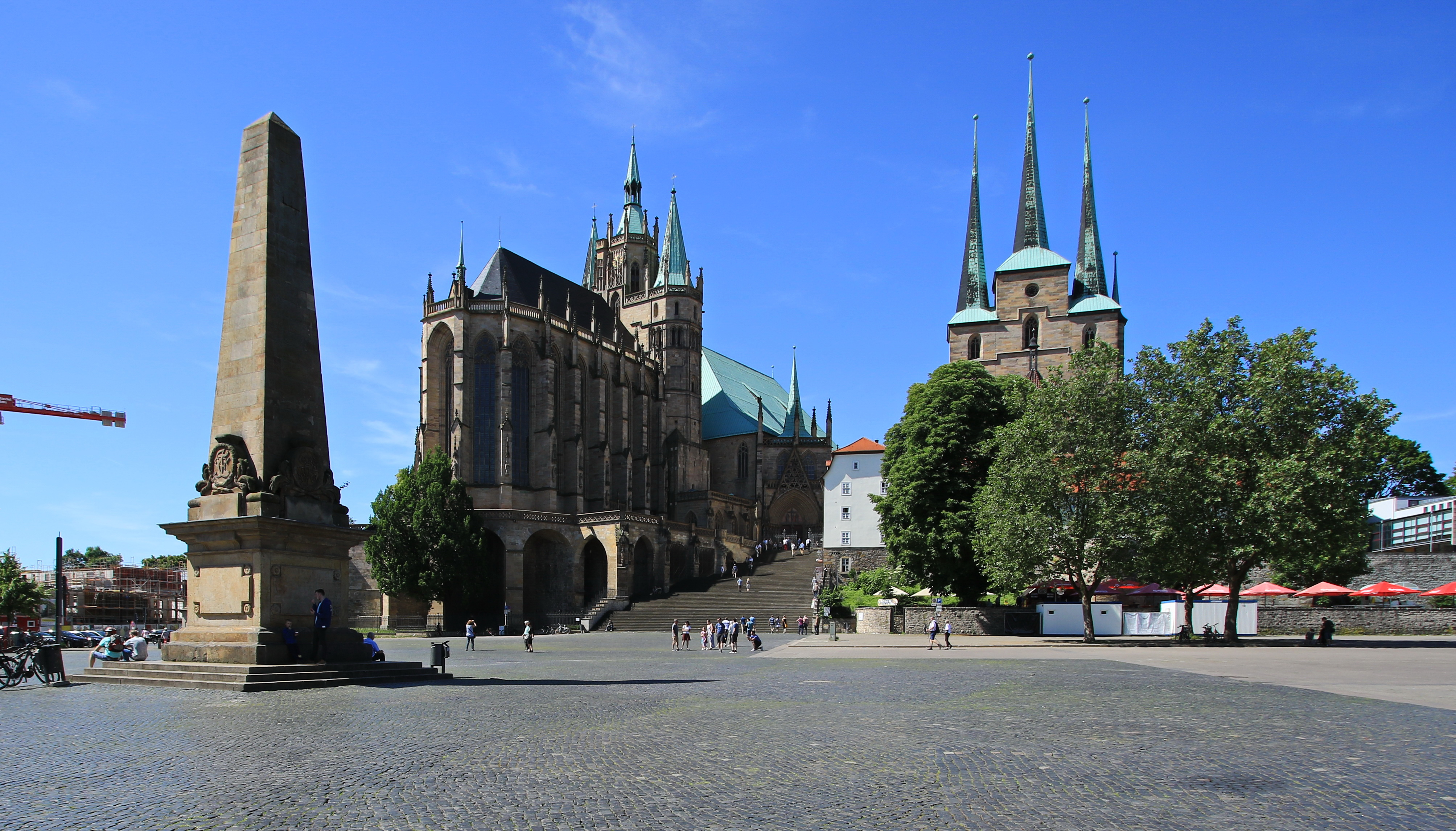
Piața Domului din Erfurt
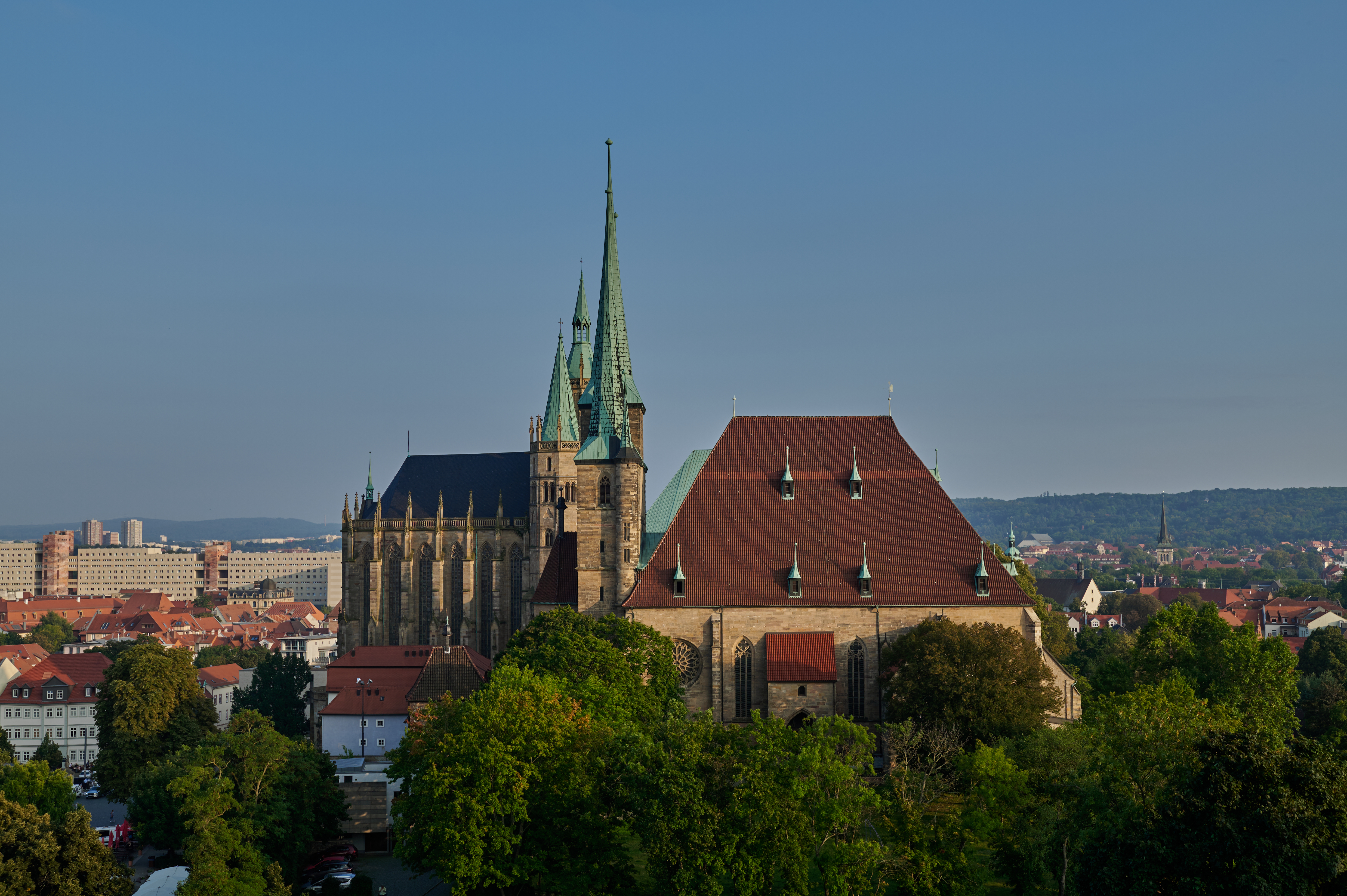
Domul din Erfurt
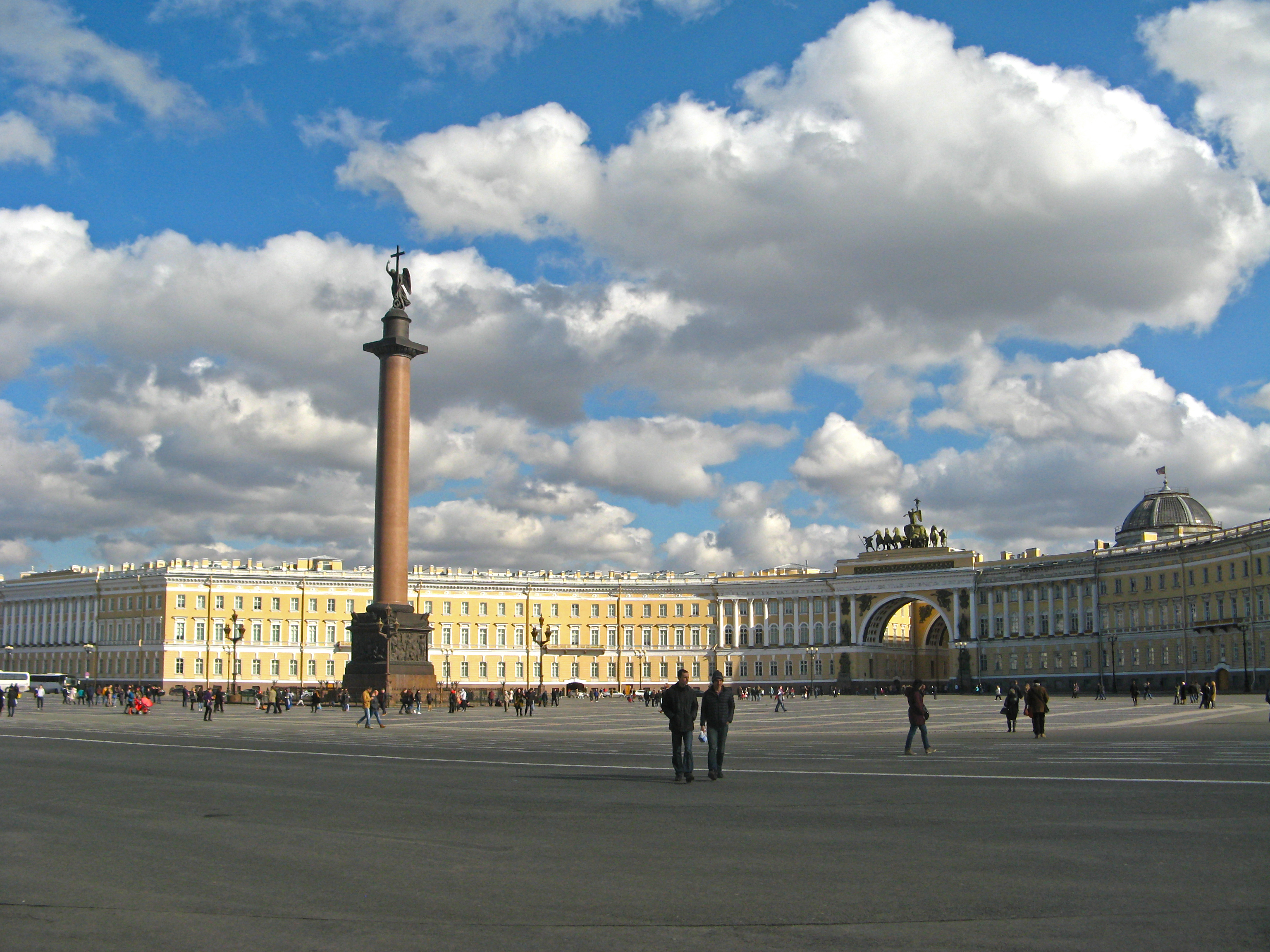
Piața Palatului din Sankt Petersburg
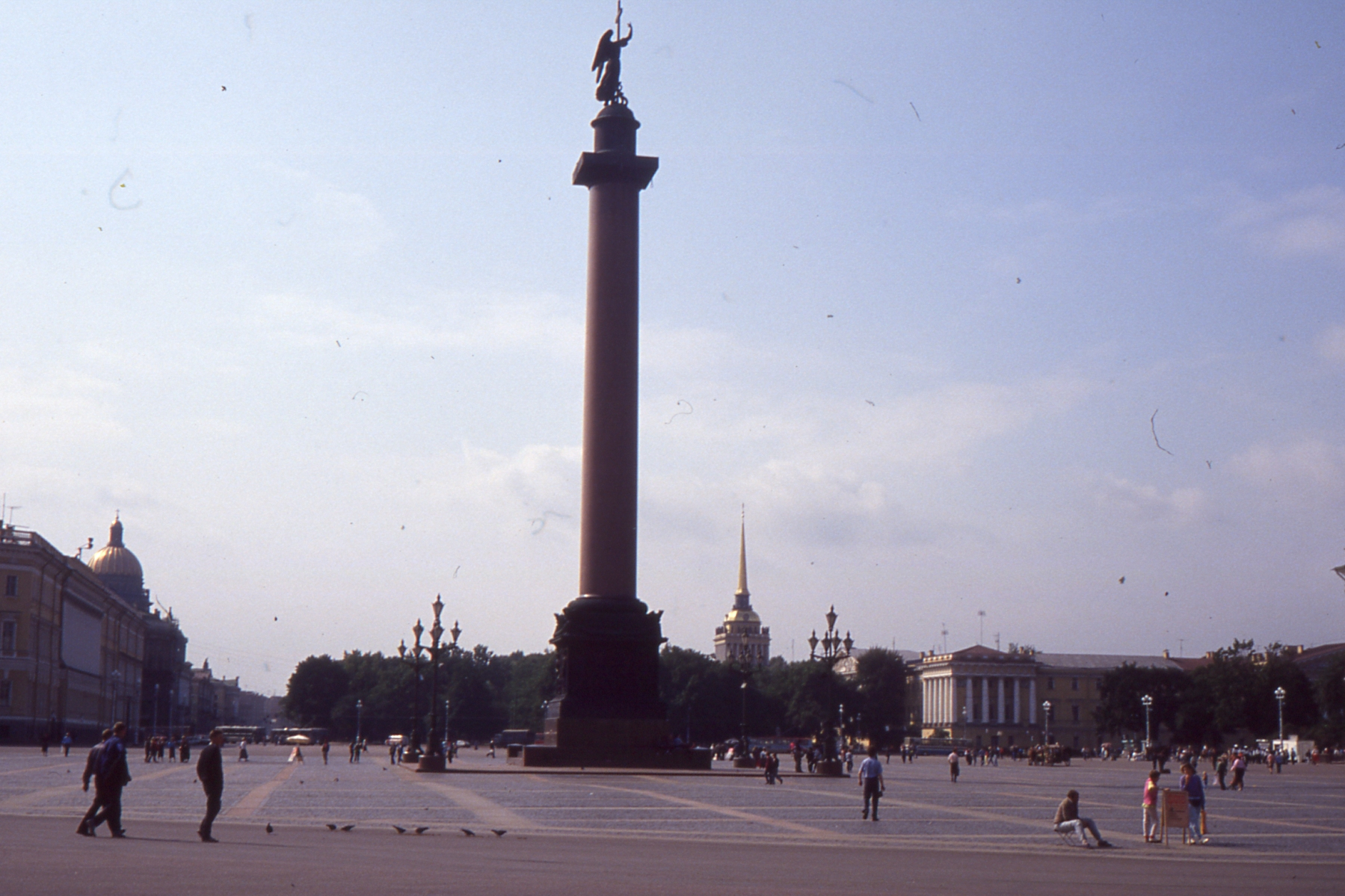
Columna lui Alexandru din Sankt Petersburg